# Grande tempestade de 1987
Imagem infra-vermelha de satélite em 15 de outubro de 1987.
A grande tempestade de 1987 foi uma intensa tempestade de vento europeia (i.e. ciclone extratropical) que ocorreu durante o final da noite de 15 de outubro e também durante 16 de outubro e que atingiu o sul da Grã-Bretanha e norte da França, causando ventos de até 220 km/h, e, em menor grau, a Bélgica e o norte da Espanha. A tempestade causou pelo menos 23 mortes; 19 no Reino Unido e no mínimo 4 na França.